# Gene Vincent and the Blue Caps
Gene Vincent and The Blue Caps ist ein Album von Gene Vincent aus dem Jahre 1957.
Es war sein zweites Studioalbum, nach „Blue Jean Bop!“, und das zweite mit seiner Begleitband, den Blue Caps. Die Blue Caps waren Cliff Gallup an der Leadgitarre, Willie Williams und Paul Peek an der Rhythmusgitarre, Jack Neal am Bass, Dickie Harrell am Schlagzeug sowie The Jordanaires als Backgroundsänger.
Produziert wurde das Album von Ken Nelson.

## Veröffentlichung
Das Originalalbum erschien im März 1957 bei Capitol Records. 2002 brachte Capitol das Album als CD mit fünf zusätzlichen Bonustracks heraus. Jedoch konnte die Platte den Erfolg ihres Vorgängers nicht wiederholen (Blue Jean Bop! erreichte Platz 16 der Pop-Charts).

## Titelliste (Originalalbum)
1. „Red Blue Jeans And A Ponytail“ (Rhodes/Bill Davis) 2:15
2. „Hold Me, Hug Me, Rock Me“ (Gene Vincent/Bill Davis) 2:15
3. „Unchained Melody“ (Hy Zaret/Alex North) 2:38
4. „You Told A Fib“ (Cliff Gallup/Gene Vincent) 2:21
5. „Cat Man“ (Gene Vincent/Bill Davis) 2:18
6. „You Better Believe“ (Cliff Gallup/Bill Davis) 2:01
7. „Cruisin'“ (Gene Vincent/Bill Davis) 2:12
8. „Double Talkin' Baby“ (Danny Wolfe) 2:12
9. „Blues Stay Away From Me“ (Delmore/Delmore/Raney/Glover) 2:16
10. „Pink Thunderbird“ (Paul Peek/Bill Davis) 2:32
11. „I Sure Miss You“ (Bill Davis/Bryan) 2:38
12. „Pretty, Pretty Baby“ (Danny Wolfe) 2:27

## Bonustracks der Wiederveröffentlichung
1. „Important Words (Version One)“ (Gene Vincent/Bill Davis) 2:21
2. „B-I-Bickey-Bi, Bo-Bo-Go“ (Carter/Nallo/Rhodes) 2:16
3. „Five Days, Five Days“ (Rhodes/Willie/Franks) 2:37
4. „Teenager Partner (Version One)“ (Gene Vincent/Bill Davis) 2:14
5. „Five Feet Of Lovin' (Version One)“ (Peddy/Tillis) 2:06

## Trivia
Der Titel „Cat Man“ wurde 1980 von der Band The Birthday Party auf ihrer Debüt-EP gecovert.
Jeff Beck, der auch die Liner Notes für die Wiederveröffentlichung schrieb, gab in einem Mojo-Interview bekannt, „Gene Vincent and The Blue Caps“ sei das Album, das ihn am meisten beeinflusst habe.